# Danny Cummings
Danny Cummings (...) è un percussionista e batterista britannico originario di Sheffield.
Ha lavorato con Dire Straits, Mark Knopfler, David Gilmour, Paul McCartney, Tina Turner, George Michael, Depeche Mode, Penguin Café Orchestra, Elton John, Pet Shop Boys, Simply Red, Daniel Bedingfield, Talk Talk, Bryan Adams, Jarabe de Palo, Johnny Hallyday, Lighthouse Family, Guy Fletcher e Pino Daniele.